# جورج أو. بيلدن
جورج أو. بيلدن هو محامي وسياسي أمريكي، ولد في 28 مارس 1797 في نوروولك في الولايات المتحدة، وتوفي في 9 أكتوبر 1833 في مونتيسيلو في الولايات المتحدة. نشط حزبياً في ديمقراطية جاكسونية والحزب الديمقراطي. وقد انتخب عضو مجلس النواب الأمريكي ‏.